# North Hodge
North Hodge – wieś w Stanach Zjednoczonych, w stanie Luizjana, w parafii Jackson.